# ФК Ротерам јунајтед
Фудбалски клуб Ротерам јунајтед (енгл. Rotherham United Football Club) је професионални фудбалски клуб из Ротерама, Енглеска, који се такмичи у Чемпионшипу, другом рангу енглеског фудбала. Клуб игра на Њујорк Стадиону, који прима 12.021 гледалаца.